# Os Paranormais
Os Paranormais foi uma série de televisão brasileira, produzida pela Cygnus Media e exibida dentro do programa Domingo Legal. Com apresentação de Celso Portiolli, foi baseada no formato holandês "Psychic Challenge", exibido em mais de 11 países, incluindo Holanda, Rússia, Estados Unidos, Peru, Inglaterra, Ucrânia, Noruega, Dinamarca, Lituânia e Israel.
A produção reuniu uma equipe de paranormais para descobrir qual é o melhor do país, entre os candidatos, bruxos, terapeutas, tarólogos e médiuns. O vencedor do programa foi o bruxo Edu Scarfon, que conquistou a maior pontuação na final e levou 50 mil reais em barras de ouro.

## O programa
Produzido pela Cygnus Media no Brasil para o Domingo Legal, o programa trouxe 16 participantes no episódio inicial, doze mulheres e apenas quatro homens. Eles demonstraram suas habilidades em provas muito objetivas que também colocaram os telespectadores à prova, interagindo através de testes em outras plataformas.
O assunto central é polêmico, muitas pessoas acreditam que é possível ter um dom sobrenatural, já outras discriminam e tem preconceito.
"Este programa aborda de forma isenta um tema que toda a população tem interesse – a paranormalidade. Não vamos desmascarar ninguém nem tão pouco enaltecer. O público vai tirar suas próprias conclusões a partir das provas. O formato é sucesso em uma série de países e o Brasil com tanta diversidade de crenças é o ambiente natural para este programa", explicou Carla Affonso diretora executiva da Cygnus Media.
O tema foi pela primeira vez seriamente tratado em um programa televisivo no Brasil, onde volta e meia alguém aparece entortando talheres, usando a força do pensamento, prevendo acontecimentos ou fazendo ilusionismo. Por ser interessante e diferente, tanto surpreendeu como divertiu os telespectadores.

### Provas
Divididos em grupos, a cada domingo os participantes se apresentavam em provas bem elaboradas, seguindo seus instrumentos de trabalho, como as cartas, pêndulos ou apenas a intuição.
- Até 20 pontos - A primeira prova era a mais tranquila, envolvia a adivinhação e os participantes tinham que acertar coisas do tipo: de qual personalidade famosa é a foto dentro de um envelope fechado e preto, qual é a recém mulher grávida entre algumas outras não grávidas.
- Até 20 pontos - A segunda prova era de nível médio, os participantes tinham que sentir energias e dar o máximo de informações sobre: a vida de algum convidado, onde está escondido um objeto ou pessoa, o que era no passado um local agora abandonado.
- Até 40 pontos - A última prova era realmente incrível, os participantes foram submetidos a entrarem em locais malditos, verdadeiras cenas de crimes onde aconteceram: estupros, assassinatos, desastres, torturas e etc. A missão deles era narrar o que havia ocorrido naquele determinado lugar e o porquê, com o máximo de detalhes que conseguissem.

### Alguns dos convidados especiais
- Episódio 1 - Maurício Petiz, amigo e assessor do falecido Clodovil Hernandez.
- Episódio 2 - Alexandre Frota e sua esposa Fabiana Frota / Jorge Tadeu e Coronel Corrêa Leite, o primeiro teve a casa atingida pelo Voo TAM 402 e o segundo trabalhou no resgate das vítimas.
- Episódio 3 - Hildebrando e Célia, os pais do falecido Dinho (cantor), que era integrante dos Mamonas Assassinas.
- Episódio 4 - Walter Sperandio, um dos sobreviventes do Incêndio no Edifício Andraus.
- Episódio 5 - Ilana Casoy.
- Episódio 6 - Cristina Christiano, repórter do SBT.
- Episódio 7 - Vanderlei de Mello e Silvio Colognesi Jr, coronel do Corpo de Bombeiros e segurança que presenciaram o desabamento na casa noturna Ladies First.
- Episódio 8 - Igor de Souza, o diretor de Maratonas Aquáticas da CBDA, em 1997 foi o primeiro e único brasileiro a fazer a Travessia do Canal da Mancha / Marcelo Faria de Barros, jornalista e co-autor do livro  Crimes que Abalaram o Brasil.
- Episódio 9 -  Banda DM / Sandra Domingues, presidente da ONG Justiça é o que se Busca.
- Episódio 10 - Ilana Casoy.
- Episódio 11 - Carlos Alberto de Nóbrega.
- Episódio 12 - Paulo Klein, curador de arte e amigo do falecido Gustavo Rosa / Sandra Domingues, presidente da ONG Justiça é o que se Busca.
- Episódio 13 - Nadja Haddad / Ilana Casoy.

### Participantes
A lista abaixo está de acordo com as informações e os acontecimentos do programa.
| Participante        | Profissão    | Resultado                                               |
| ------------------- | ------------ | ------------------------------------------------------- |
| Edu Scarfon         | Bruxo        | Vencedor em 21 de dezembro de 2014                      |
| Selena F            | Terapeuta    | 2º lugar em 21 de dezembro de 2014                      |
| Márcio Lambert      | Tarólogo     | 3º lugar em 21 de dezembro de 2014                      |
| Vandinha            | Terapeuta    | 4º lugar em 21 de dezembro de 2014                      |
| Elias Luiz Bispo IV | Metafísico   | 12º eliminado e 11ª eliminada em 14 de dezembro de 2014 |
| Cathia D Gaya       | Consultora   | 12º eliminado e 11ª eliminada em 14 de dezembro de 2014 |
| Rosa Eliana         | Terapeuta    | 10ª eliminada em 07 de dezembro de 2014                 |
| Silvia Brianna      | Bruxa        | 9ª eliminada em 23 de novembro de 2014                  |
| Iyá Vanju           | Sacerdotisa  | 8ª eliminada em 16 de novembro de 2014                  |
| Sandra Susi         | Clarividente | 7ª eliminada em 09 de novembro de 2014                  |
| Cigana Maíra        | Taróloga     | 6ª eliminada em 03 de novembro de 2014                  |
| Terapeuta Val       | Missionária  | 5ª eliminada em 26 de outubro de 2014                   |
| Luciá Küma          | Taróloga     | 4ª eliminada em 19 de outubro de 2014                   |
| Ana Luz             | Médium       | 3ª eliminada em 12 de outubro de 2014                   |
| Lucas Nascimento    | Babalorixá   | 2º eliminado em 05 de outubro de 2014                   |
| Vanessa Lucas       | Médium       | 1ª eliminada em 28 de setembro de 2014                  |